# كودي غريم
كودي غريم (بالإنجليزية: Cody Grimm)‏ هو لاعب كرة قدم أمريكية أمريكي، ولد في 26 فبراير 1987 في فيرفاكس في الولايات المتحدة.

## وصلات خارجية
- كودي غريم على موقع مرجع كرة القدم المحترفة.كوم (الإنجليزية)